# Römerwein von Speyer

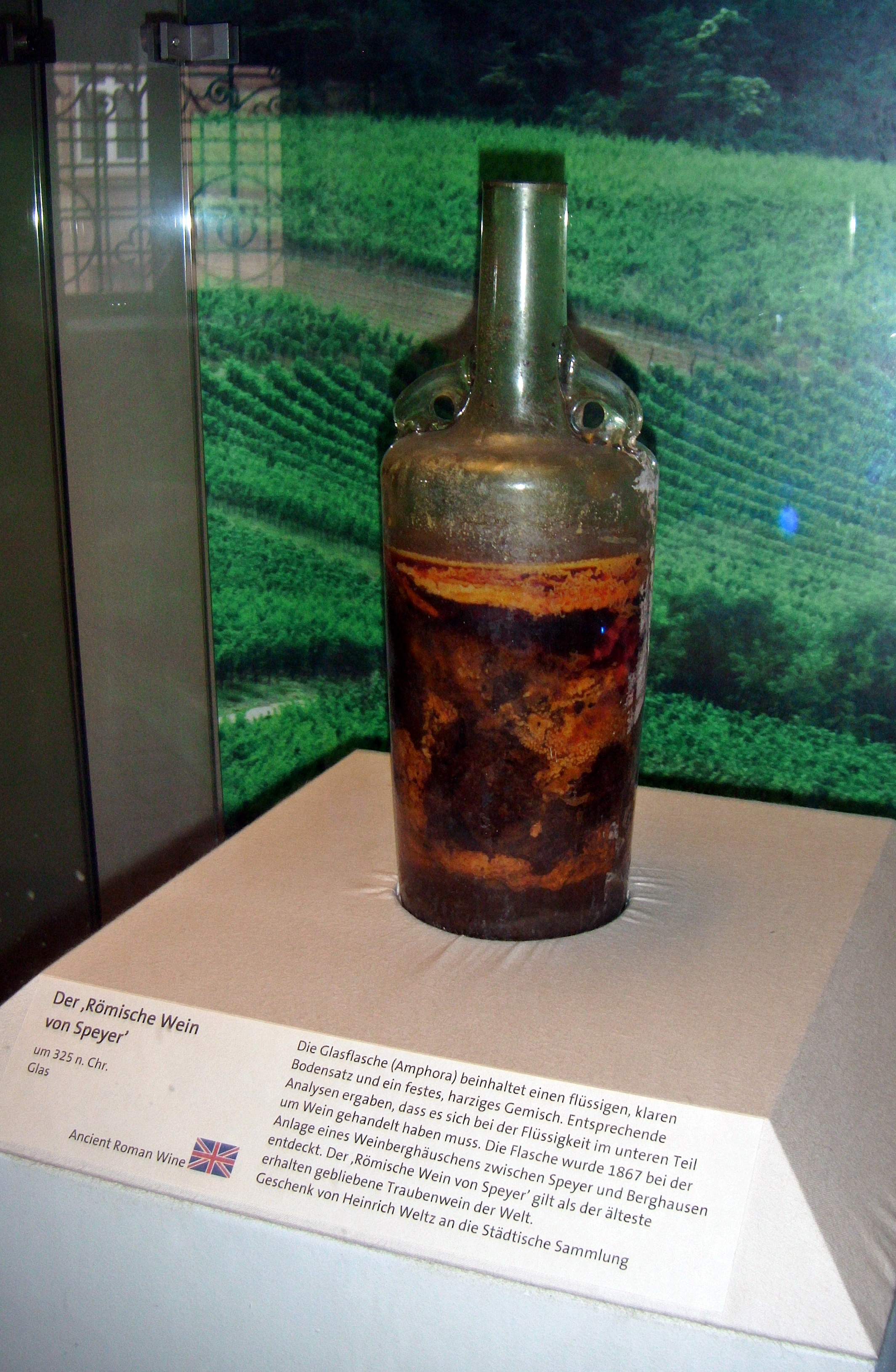
Römerwein von Speyer

Römerwein von Speyer – najstarsze zachowane wino gronowe na świecie (ok. 325 r. n.e.), odkryte podczas wykopalisk w 1867 r. Eksponat Muzeum Historycznego Palatynatu w Spirze.